# 高梨清秀
高梨清秀（たかなし きよひで）は、信濃国中野を本拠地とした高梨氏の一族。政頼の叔父（兄弟とも）で澄頼の弟（息子とも）。高梨秀政の父と言う説もある。